# Set the Tone (Guns & Roses)
Set the Tone (Guns & Roses) è il dodicesimo album in studio del rapper americano Ghostface Killah. È stato pubblicato il 10 maggio 2024 tramite Mass Appeal Records. L'album presenta le apparizioni di Jim Jones, Sheek Louch, Method Man, Raekwon, Nas, Kanye West e altri.
Sfondo
Il 1 maggio 2024, Ghostface Killah ha annunciato l'album, con il suo primo singolo, Scar Tissue con Nas, in arrivo due giorni dopo. La copertina e l'elenco dei brani dell'album sono stati rivelati il 6 maggio.

## Tracce
1. 6 Minutes (featuring Jim Jones, Sheek Louch, and Harl3y) – 3:39 (Dennis Coles, Sean Jacobs, Joseph Jones II, Harold Motley III, Jewelz Polaar)
2. Pair of Hammers (with Method Man) – 2:36 (Coles, Clifford Smith Jr., Steve Wallace)
3. Skate Odyssey (featuring October London and Raekwon) – 3:38 (Coles, October London, Corey Woods)
4. Scar Tissue (with Nas) – 2:58 (Coles, Nasir Jones)
5. Kilo in the Safe (featuring Iceman) – 2:28 (Coles, Rafael Recio)
6. Skit 1 – 0:41 (Coles)
7. No Face (with Kanye West) – 4:35 (Coles, Lamont Porter, Kanye West)
8. Champion Sound (featuring Beniton) – 2:45 (Coles, Karl Zanders)
9. Cape Fear (with Fat Joe featuring Harl3y) – 2:51 (Coles, Joseph Cartagen, aMotley)
10. Skit 2 – 0:53 (Coles)
11. Plan B (featuring Harl3y) – 3:27 (Coles, Motley)
12. Bad Bitch (with Ja Rule featuring Trevor Jackson) – 3:03 (Coles, Jeffrey Atkins)
13. Locked In (with AZ featuring Bee-B) – 3:13 (Coles, Brittany Barber, Anthony Cruz, Scavo)
14. Skit 3 – 0:58 (Coles)
15. Touch You (featuring Shaun Wiah) – 3:14 (Coles)
16. Shots (with Busta Rhymes and Serani featuring Harl3y) – 3:25 (Coles, Ben Grimm, Craig Marsh, Motley, Trevor Smith Jr.)
17. Trap Phone (featuring Chucky Hollywood) – 4:36 (Coles, Devere Coles)
18. Outro Skit – 0:44 (Coles)
19. Yupp! (featuring Remy Ma; bonus track) – 3:02 (Coles, Reminisce Mackie)